# Stewart Lee
Stewart Graham Lee (Wellington, Reino Unido, 5 de abril de 1968) es un comediante, escritor y director inglés. A mediados de la década de 1990, era la mitad del dúo de radio Lee y Herring, junto a Richard Herring. Su stand-up se caracteriza por la repetición, las frecuentes devoluciones de llamada, la indiferencia y el uso pronunciado de la deconstrucción, que a menudo se refiere a sí mismo en el escenario. También escribe reseñas de música para publicaciones como The Sunday Times.
Escribió junto a Richard Thomas el exitoso musical Jerry Springer: The Opera, representado en West End entre 2003 y 2005. Este último año la BBC anunció la retransmisión televisiva del espectáculo, lo que provocó la reacción airada de grupos cristianos por el tratamiento irreverente que se daba a personajes cristianos en la obra. Las protestas prosiguieron durante la gira del 2006 por el Reino Unido. 
Después de regresar al circuito en vivo, gracias a los especiales y series de la BBC y del Canal 4, Lee ha reconstruido una audiencia y una reputación como comediante antipopulista. En diciembre de 2011 ganó los British Comedy Awards al mejor cómico masculino de televisión y al mejor programa de entretenimiento de comedia por su serie Comedia Vehicle de Stewart Lee .  Un artículo de 2009 en The Times se refirió a él como "el comediante del comediante y por una buena razón" y lo llamó "la cara de la década".  En junio de 2012, Lee se posicionó en el puesto 9 de las 100 personas más influyentes en la comedia del Reino Unido.

## Biografía
Lee nació en Wellington, Shropshire . Fue adoptado cuando era niño y creció en Solihull en West Midlands . Asistió a la escuela privada Solihull School con una beca parcial.  Cuando era adolescente sufría de colitis ulcerosa .
Está casado con su compañera cómica Bridget Christie, con la que ha tenido dos hijos. Es patrocinador de Humanists UK, y Asociado Honorario de la National Secular Society y miembro de Arts Emergency . Ha sido influenciado en su comedia por: Ted Chippington, Simon Munnery, Kevin McAleer y Johnny Vegas .

## Carrera

### 1989–1993: Stand-up y radio.
Mientras estudiaba inglés en St Edmund Hall, Oxford, en la década de 1980, escribió y realizó comedia en un grupo de revistas llamado "The Seven Raymonds" con Richard Herring , Emma Kennedy y Tim Richardson, pero no actuó en la conocida Oxford Revue., aunque sí escribió y dirigió la Revue de 1989. Tras mudarse a Londres y comenzar a realizar stand up comedy después de la universidad, se destacó en 1990, ganando el prestigioso concurso Hackney Empire New Act of the Year . 
Con Herring, Lee escribió material para On the Hour (1991) de BBC Radio 4, que fue protagonizado por Chris Morris y fue notable por la primera aparición del célebre personaje de Steve Coogan, Alan Partridge , por el que Lee y Herring escribieron mucho material temprano Después de un desacuerdo con el resto del elenco, Lee y Herring no se quedaron con el grupo cuando On The Hour se mudó a la televisión como The Day Today , y su material se eliminó de un lanzamiento oficial del programa de radio a mediados de la década de 1990. Aunque fue incluido en un CD lanzado en 2008. 
En 1992 y 1993, él y Herring escribieron e interpretaron Inexplicable World de Lionel Nimrod para BBC Radio 4, antes de pasar a BBC Radio 1 , para una serie de Fist of Fun (1993), seguidos de tres series de Lee and Herring .  A lo largo de la década de los noventa, continuó actuando en solitario (algo que siempre ha sido un pilar de su carrera, incluso en el doble acto con Herring) y ha colaborado, entre otros, con Julian Barratt y Noel Fielding de The Mighty Boosh.  De hecho, aunque Barratt y Fielding habían trabajado juntos en el pasado, las primeras semillas de Boosh se sembraron mientras trabajaban como parte del show de Edimburgo de Lee, King Dong vs Moby Dick, en el que Barratt y Fielding intrepretaban a un pene gigante y una ballena, respectivamente. Lee le devolvió el favor y dirigió su show de 1999 en Edimburgo, Arctic Boosh, que sigue siendo la plantilla para su trabajo en vivo. 

### 1993-2000: Televisión
Artículos principales: Lee and Herring, Fist of Fun y This Morning with Richard Not Judy

### 2000–04: Dejando el Stand-up
En 2001, Lee publicó su primera novela, The Perfect Fool ; fue republicado en 2008.  En el mismo año realizó Pea Green Boat, un espectáculo que giró en torno a la deconstrucción del poema de Edward Lear The Owl and the Pussycat y una historia de su propio inodoro roto. Esto luego se condensaría para enfocarse principalmente en el poema mismo, y se emitió una versión de 15 minutos en Radio 4. En 2007, Go Faster Stripe lanzó una edición de 25 minutos en CD y vinilo de 10 minutos. 
Durante finales de 2000 y principios de 2001, Lee "gradualmente, de manera incremental y sin ninguna fanfarria, o incluso mucho pensamiento, dejó de ser un comediante", ( p2 ) y 2001 se convirtió en el primer año desde 1987 que no lo hizo. actuar en el Festival de Edimburgo Fringe. ( p28 ) Mientras que Lee se encontraba poco a poco realizando menos de pie y alejándose del escenario, continuó sus funciones de director en televisión.  Se hicieron dos pilotos para el Canal 4 , Cluub Zarathustra y Head Farm, pero ninguno se desarrolló en una serie.  El primero presentaba todos los ingredientes que luego aparecerían en Attention Scum, una serie de la BBC2 liderada por el personaje de "League Against Tedium" de Simon Munnery , que también presentaba personajes como Kevin Eldon , Johnny Vegas y Roger Mann, así como Richard Thomas. y el cantante de ópera Lore Lixenberg, en su forma de "Ópera Kombat". 
En el Festival Fringe de Edimburgo de 2003, Lee dirigió el primer DVD de Johnny Vegas, ¿Quién está listo para el helado?. En 2004, regresó a la comedia stand-up con el show Standup Comedian, que le valió un Tap Water Award en Edimburgo y fue lanzado en DVD en octubre de 2005.
Lee también es conocido por escribir críticas de música y, cuando se le preguntó en 2003 cuáles eran sus favoritos, dijo: "La mayoría de mis favoritos siguen siendo The Fall , Giant Sand y Calexico" . Escucho mucho jazz, música de los años 60 y folk, pero realmente me gusta Ms. Dynamite y The Streets ".  En el escenario, también hizo referencia a su amor por el jazz libre, y utilizó la música del guitarrista de vanguardia Derek Bailey como música incidental en su lanzamiento en DVD del espectáculo "Stand-Up Comedian".

### 2005:Jerry Springer: La Ópera
En enero de 2005, Jerry Springer: The Opera, una satírica musical / ópera basada en The Jerry Springer Show, se emitió en BBC Two, luego de una exitosa carrera en el West End durante varios años, y como preludio a la gira por el Reino Unido.  Christian Voice dirigió a varios grupos de protesta que afirmaron que el espectáculo era blasfemo y altamente ofensivo. En particular, se enojaron por la representación de Jesucristo. 
Surgieron disputas y los simpatizantes afirmaron que la mayoría de los manifestantes no habían visto el programa ni sabían de su contenido real. Otros apoyaron el derecho a la libertad de expresión. Varios grupos cristianos protestaron en algunos de los lugares utilizados durante la gira por el Reino Unido. El programa fue transmitido con un número récord de quejas antes de su transmisión.  En total, la BBC recibió 55.000 quejas. Un caso de corte privado presentado por Christian Voice contra Lee y otros involucrados en la producción por blasfemia fue rechazado por un tribunal de magistrados. 
En 2006 apareció como concursante en el programa de comedia Never Mind The Buzzcocks , donde Simon Amstell hizo frecuentes referencias a la controversia sobre Jerry Springer The Opera. A esto le siguieron apariciones en Have I Got News For You y 8 de cada 10 gatos , antes de que decidiera dejar de hacer presentaciones en el panel. En las entrevistas de 2011, Lee declaró "No puedo hacer presentaciones de panel" y que "no quiere poner en peligro [su lucrativa carrera de standup] apareciendo en anuncios o presentaciones de panel o haciendo cosas que le permitan ganar dinero rápido o fama mientras se enajena. una audiencia a largo plazo ".

### 2009:Vehículo de comedia.
El vehículo de comedia de Stewart Lee, una nueva serie de comedia en seis partes que presenta standup y bocetos, comenzó una serie de seis episodios el 16 de marzo de 2009.  El productor ejecutivo fue Armando Iannucci y el editor del guion fue Chris Morris .  El primer episodio recibió críticas positivas de The Independent y The Daily Mirror .  El mismo Lee escribió una crítica negativa del programa en Time Out en el que se describió a sí mismo como "gordo" y su actuación como "positivamente neandertal, sugiriendo un pigmeo que vive en la jungla, luchando para convencer a las notas de un clarinete que ha caído de un paso. aeronave".
The Guardian nombró a Comedy Vehicle como uno de sus diez principales eventos televisivos del 2009, y comentó que "fue el tipo de TV que te hace sentir como si no fueras el único que se pregunta cómo nos hemos visto rodeados por tanta mediocridad incuestionable". . Una de las pocas críticas negativas del programa se produjo en el Sunday Mercury, que decía: "Su tono completo es uno de condescendencia total y engreída".  Lee posteriormente utilizó esta línea para anunciar su próxima gira de pie. Lee utiliza con frecuencia críticas negativas en sus carteles para desanimar a potenciales miembros de la audiencia que probablemente no sean fanáticos de su estilo de comedia.
El primer episodio fue visto por aproximadamente un millón de espectadores, aunque la cifra aumentó en un 25% cuando las visualizaciones de BBC iPlayer se consideraron y, extrañamente, las cifras de audiencia aumentaron durante la serie. La serie fue la segunda transmisión más descargada de la BBC durante su ejecución. En mayo de 2010, la serie fue nominada para un premio BAFTA TV Award al mejor programa de comedia.  La serie ganó un premio BAFTA TV Award al mejor programa de comedia en 2012.  Después de cuatro temporadas en BBC2 el show fue cancelado.
Lee también tuvo un espectáculo en el Festival de Edimburgo 2009 Fringe, llamado Stewart Lee: Si prefiere un comediante más dulce, Por favor, pida uno en el que interpretó su propia versión de la canción " Chica de Galway ".  En diciembre de 2009, Lee fue nominado como Mejor Stand-up en vivo en los British Comedy Awards .

### Experiencia de comedia alternativa
Aunque había sido apoyado por actos menos establecidos en sus giras de comedia antes (incluyendo a Josie Long y Tony Law ), 2011 marcó un cambio en la carrera de Stewart Lee para hacer mucho para promover otros talentos de comedia creativa.  Curó '¡Por fin!  The Show de 1981, con veteranos comediantes alternativos Alexi Sayle y Norman Lovett en el Royal Festival Hall en mayo de 2011 y para 2013 presentaba una muestra de comedia en Comedy Central llamada The Alternative Comedy Experience, que contó con una amplia gama de 38 comediantes que se identificaron con Comedia alternativa , incluyendo Robin Ince , Sam Simmons y Eleanor Tiernan .  El programa duró 25 episodios 2013-14, pero en 2015 Stewart Lee confirmó que Comedy Central no estaba encargando una tercera serie.

## Estilo y material
La comedia de Lee cubre una amplia gama de formas y material temático. A menudo es tópico, observacional, autocrítico o absurdo. Las rutinas notables se han centrado en temas como la religión , la corrección política y la integridad artística.  También emplea metahumor , describiendo abiertamente la estructura y la intención del conjunto mientras está en el escenario, y aboliendo la ilusión de sus rutinas como actos espontáneos. 
Él explica el arte de su comedia en profundidad haciendo referencia al music hall y al post-punk y la principal influencia del comediante Ted Chippington aquí en esta entrevista con John Robb (músico) para Lush Channel aquí.
La entrega de Lee utiliza varios personajes en el escenario, alternando frecuentemente entre el de un sabio artístico seguro de sí mismo y el de un fracaso que se odia a sí mismo y un socialista de champagne. De una manera irónica, a menudo critica a la audiencia por no ser lo suficientemente inteligente como para entender sus chistes, diciendo que necesitan preferir material más simplista, o disfrutar del trabajo de comediantes más populares de la "arena", como Michael McIntyre o Lee Mack ; inversamente, también los regañará como una "intelectualidad liberal" que busca sesgos .  Sus rutinas a menudo culminan en episodios depresivos fingidos y trastornos mentales . 
Lee causó controversia en su gira If You Preferir Milder Comedian con una rutina sobre el presentador de Top Gear Richard Hammond. Refiriéndose al accidente de Hammond mientras filmaba en 2006, en el que casi fue asesinado, Lee bromeó: "Ojalá hubiera sido decapitado". The Daily Mail calificó esto de un "ataque extraordinario" y, después de haber sido llamado a la puerta por un periodista de Mail, Lee citó la rutina al responder "Es una broma, como en Top Gear cuando hacen sus bromas". Lee explicó posteriormente la broma: 

La idea de lo que es aceptable y lo que es impactante, ahí es donde investigo. Quiero decir, no puedes estar en Top Gear, donde tu único argumento es que es solo una broma y cualquiera que se ofenda es un ejemplo de corrección política que se volvió loca, y luego no acepta el contrapeso de eso. En pocas palabras, si Clarkson puede decir el primer ministro es un idiota escocés tuerto, entonces puedo decir que espero que sus hijos queden ciegos.
Stewart Lee

 En una entrevista con Observer , Sean O'Hagan dice de la broma de Hammond que Lee "opera en ese peligroso interior entre la provocación moral y la ofensa absoluta, adoptando a menudo, como en este caso, las tácticas de aquellos a quienes ataca para resaltar su hipocresía. ".
En sus stand-up comedy, Lee ha hecho bromas a costa de otros comediantes exitosos como Ed Byrne , Mark Watson , Joe Pasquale , Michael McIntyre y Jimmy Carr. En el escenario, sostiene a otros artistas con altos estándares éticos y artísticos. 
Después de aceptar una beca honorífica de St Edmund Hall, Oxford , Lee dio una conferencia a los aspirantes a escritores en la que habló sobre el hecho de que artistas como Frankie Boyle, Michael McIntyre, Jack Whitehall y Andi Osho usaban escritores que no estaban acreditados.  Comparó la práctica con atletas que usan drogas para mejorar el rendimiento.  Junto con el plagio y el extremismo, Lee ha traído a la atención del público los problemas morales que rodean la reputación.

## Trabajos

### Libros
- Fist of Fun (con Richard Herring; no ficción) BBC Books, 1995. ISBN 0-563-37185-4
- The Perfect Fool (novel) Fourth Estate, 2001. ISBN 1-84115-365-6; ISBN 978-1-84115-365-0
- Sit-Down Comedy (colaborador de antología, ed Malcolm Hardee y John Fleming) Ebury Press / Random House, 2003. ISBN 0-09-188924-3; ISBN 978-0-09-188924-1
- Más árboles para trepar por Ben Moor (prólogo)
- Death To Trad Rock de John Robb (prólogo) Cherry Red
- The Wire Primers: Una guía de la música moderna (capítulo sobre La caída )
- How I Escaped My Certain Fate – The Life and Deaths of a Stand-Up Comedian. London: Faber and Faber. 2010. ISBN 9780571273126. OCLC 712913144.
- The 'If You Prefer a Milder Comedian Please Ask For One' EP. London: Faber and Faber. 2012. ISBN 9780571279845. OCLC 755071819.
- Content Provider: Selected Short Prose Pieces, 2011-2016. London: Faber and Faber. 2016. ISBN 9780571329021. OCLC 955202799.
- TV Comedian. London: Faber and Faber. ISBN 9780571276677. OCLC 802294371. TV Comedian. London: Faber and Faber. ISBN 9780571276677. OCLC 802294371. TV Comedian. London: Faber and Faber. ISBN 9780571276677. OCLC 802294371. TV Comedian. London: Faber and Faber. ISBN 9780571276677. OCLC 802294371.  (retrasado)[50]

### Publicaciones de DVD de stand-up
| Título                                               | Publicado | Notas                 |
| ---------------------------------------------------- | --------- | --------------------- |
| Comediante                                           | 2005      | 2 entretener          |
| Comediante de los 90                                 | 2006      | Ir raya más rápido    |
| 41. El mejor stand up jamás                          | 2008      | Talento real          |
| Si prefiere un comediante más moderado, solicite uno | 2010      | Central de la comedia |
| Alfombra remanente mundo                             | 2012      | Central de la comedia |

### Estrenos de televisión
| Título                                                | Publicado | Notas                 |
| ----------------------------------------------------- | --------- | --------------------- |
| El vehículo de comedia de Stewart Lee - Serie Uno     | 2009      | 2 entretener          |
| Vehículo de comedia de Stewart Lee - Serie Dos        | 2011      | 2 entretener          |
| Puño de la diversión - Serie Uno                      | 2011      | Ir raya más rápido    |
| Fist of Fun - Series Two                              | 2012      | Ir raya más rápido    |
| La experiencia de comedia alternativa - temporada uno | 2013      | Central de la comedia |
| Vehículo de comedia de Stewart Lee - Serie Tres       | 2014      | 2 entretener          |
| La experiencia de comedia alternativa - Temporada Dos | 2014      | Central de la comedia |
| Vehículo de comedia de Stewart Lee - Serie Cuatro     | 2016      |                       |
| Stewart Lee: Proveedor de contenido                   | 2018      | BBC                   |

### Lanzamientos de audio
- 90s Comedian [2007] (Go Faster Stripe, descargar)
- Pea Green Boat [2007] (Go Faster Stripe, CD y vinilo de 10 ")
- 41st Best Stand Up Ever [2008] (Real Talent, CD)
- ¿Qué haría Judas? [2009] (Go Faster Stripe, CD)
- The Jazz Cellar Tape [2011] (Go Faster Stripe, CD)
- Evans The Death con Stewart Lee [2012] - Crying Song (lado B para atrapar tu resfriado)[51]
- John Cage - Indeterminación - Steve Beresford, Tania Chen y Stewart Lee [2012] (Knitted Records, CD)

### Stand-up
- Stewart Lee [1994]
- Rey Dong vs Moby Dick [1997]
- American Comedy Sucks, And Here Why (Una conferencia única en Edinburgh Fringe) [1998]
- Show de Standups de Stewart Lee [1998]
- El mundo mal mapeado de Stewart Lee [2000]
- Barco verde del guisante [2002] - [2003]
- Stand Up Comedian [2004]
- Comediante de los 90 [2005]
- ¿Qué haría Judas? [2007]
- 41st Best Stand Up Ever [2007] (Título del trabajo en progreso, March of the Mallards )
- Scrambled Egg [2008] (Work in Progress - notas hacia Comedy Vehicle Series 1 de Stewart Lee )
- Si prefiere un comediante más moderado, solicite uno [2009]
- Vegetable Stew [2010] (Work in Progress - notas hacia Comedia Vehicle Series 2 de Stewart Lee )
- Flickwerk 2011 [2011] (Work in Progress - notas hacia Carpet Remnant World )
- Alfombra Remanente Mundial [2011] - [2012]
- Much A Stew About Nothing [2013-14] (Work in Progress - notas hacia Comedia Vehicle Series 3 de Stewart Lee )
- A Room with a Stew [2015-16] (Trabajo en curso: notas hacia Comedy Vehicle Series 4 de Stewart Lee )
- Proveedor de contenido [2016-18]